# Tomohiro Katanosaka
Tomohiro Katanosaka (片野坂 知宏 Katanosaka Tomohiro?), född 18 april 1971 i Kagoshima prefektur, är en japansk före detta fotbollsspelare.
Katanosaka började sin karriär 1990 i Sanfrecce Hiroshima (Sanfrecce Hiroshima). 1995 flyttade han till Kashiwa Reysol. Med Kashiwa Reysol vann han japanska ligacupen 1999. 2000 flyttade han till Oita Trinita. 2000–01 blev han utlånad till Gamba Osaka. 2002 blev han utlånad till Vegalta Sendai. Han gick tillbaka till Oita Trinita 2003. Han avslutade karriären 2003.